# Rastplatz

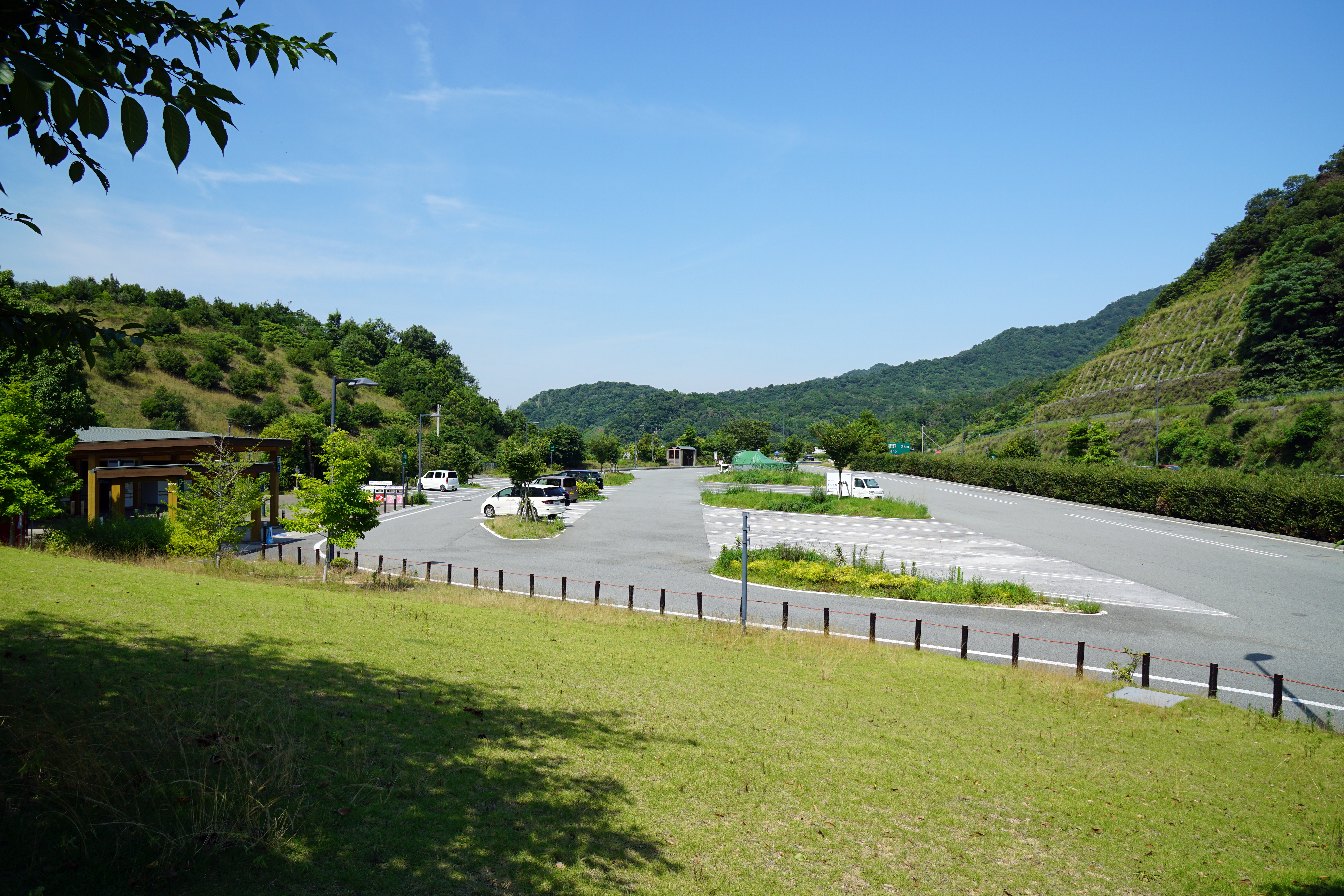
Autobahnrastplatz an der Nationalstraße 11 in Naruto, Japan

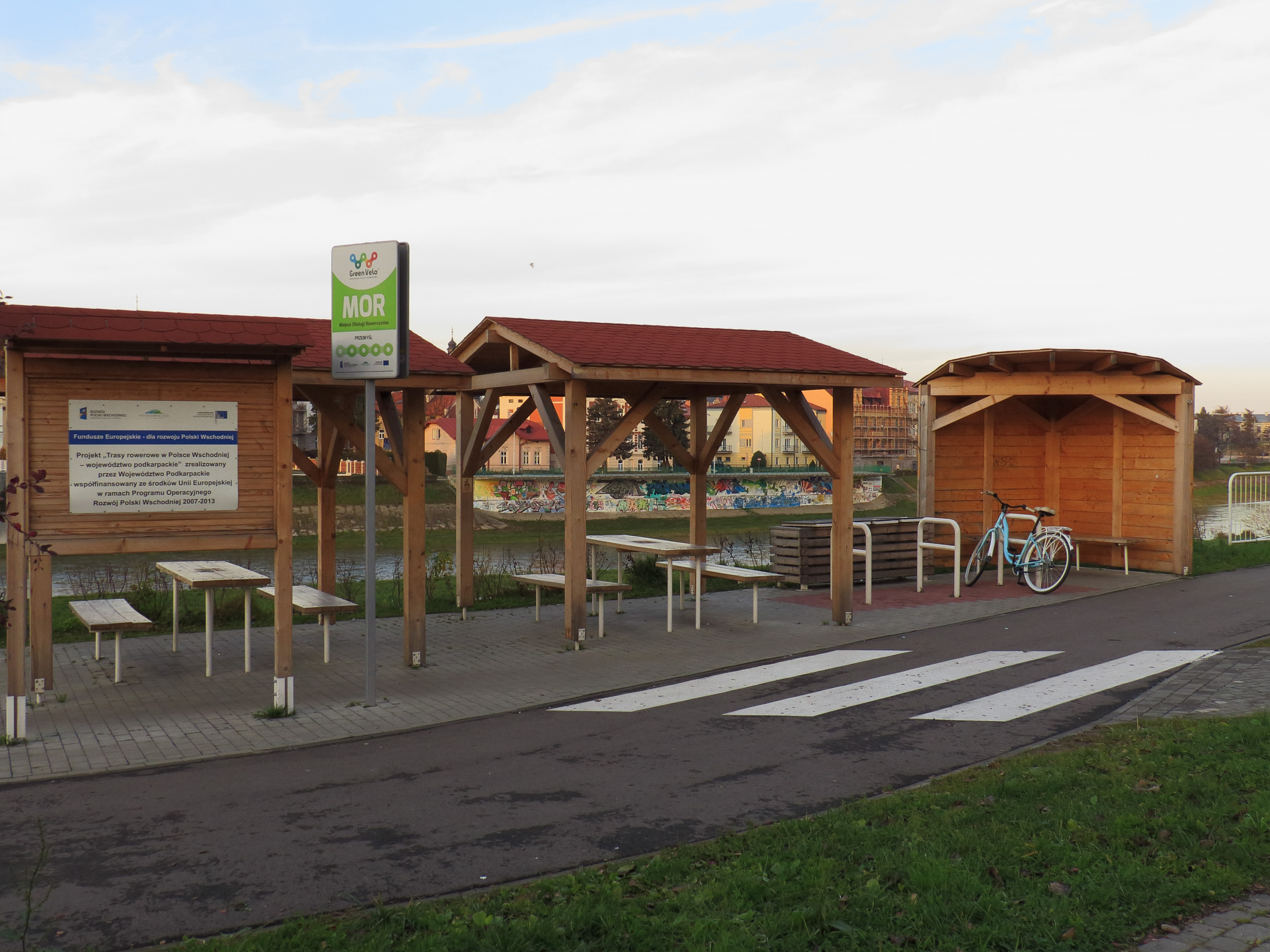
Rastplatz am Green Velo-Radwanderweg in Przemyśl

Ein Rastplatz ist ein Ort zum Rasten an Fernstraßen oder Fernwegen, an dem Reisende sich erholen können. Rastplätze finden sich überall im Straßen- und Wegenetz, typische Ausstattungsmerkmale sind Bänke, Parkplätze, Tische und Mülltonnen. Umfangreichere Raststationen mit eigenen Gebäuden, Bewirtung und Übernachtungsmöglichkeiten werden Raststätten, Ausspannen oder Rasthäuser genannt; sie zählen je nach Sprachgebrauch auch zu den Rastplätzen oder werden von ihnen abgegrenzt. 
Im Sprachgebrauch der deutschen Autobahnverwaltung spricht man bei Rastplätzen mit Sanitäranlage von einem PWC bzw. von einer PWC-Anlage. Im Unterschied zu einem Rastplatz umfasst ein Parkplatz nur die Fläche, auf der Fahrzeuge abgestellt werden können. Aufgrund der Beschilderung an manchen Straßen werden Rastplätze in Deutschland umgangssprachlich auch (Autobahn-)Parkplätze genannt.
In der Schweiz wird, so Art. 7 NSV, der Begriff Rastplatz (französisch aire de repos, italienisch area di sosta) für einen einfachen Rastplatz verwendet, umfangreichere hingegen werden als Nebenanlagen bezeichnet.

## Geschichte

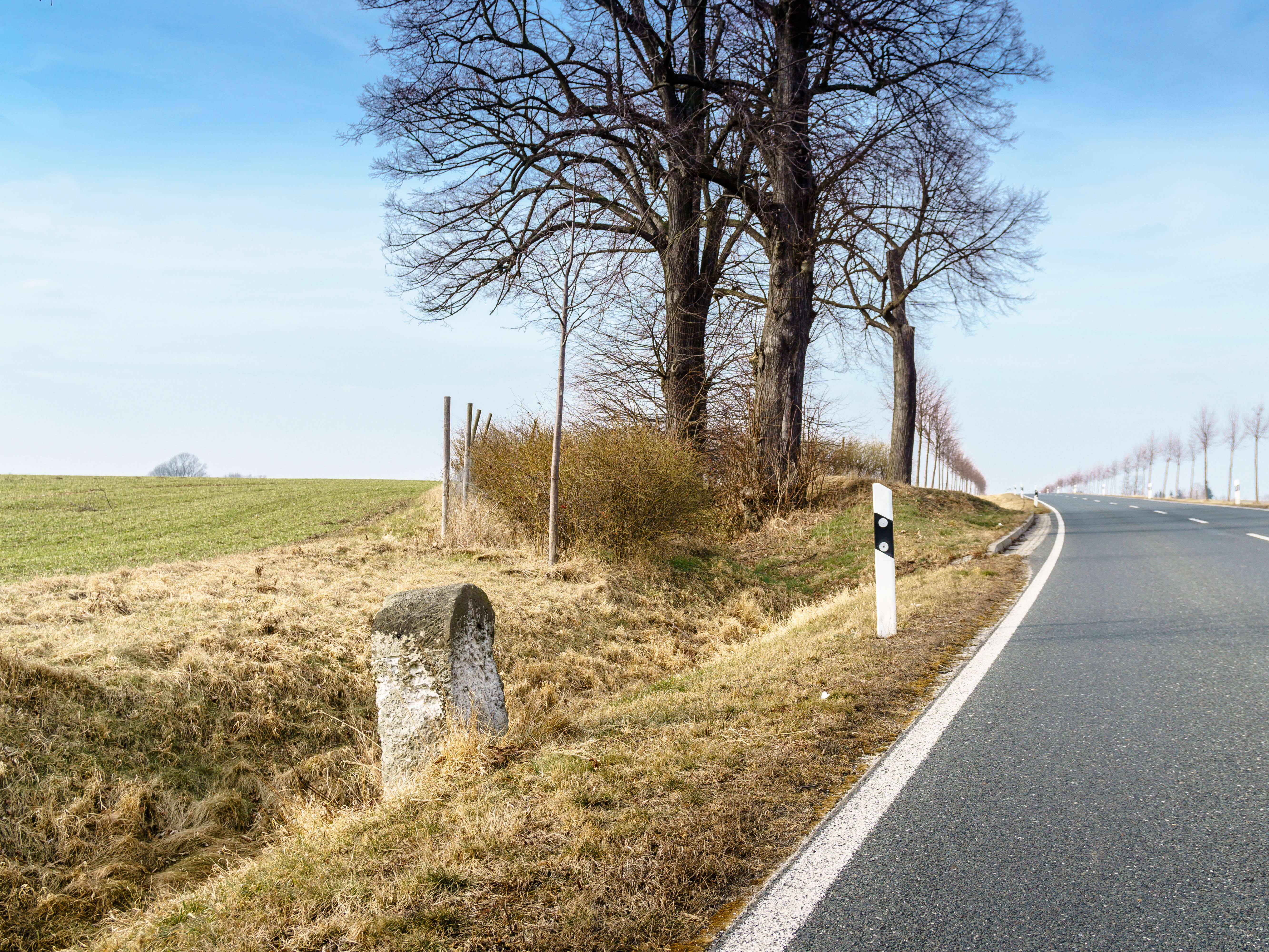
Ehemaliger Rastplatz aus dem 19. Jahrhundert bei Bad Lausick

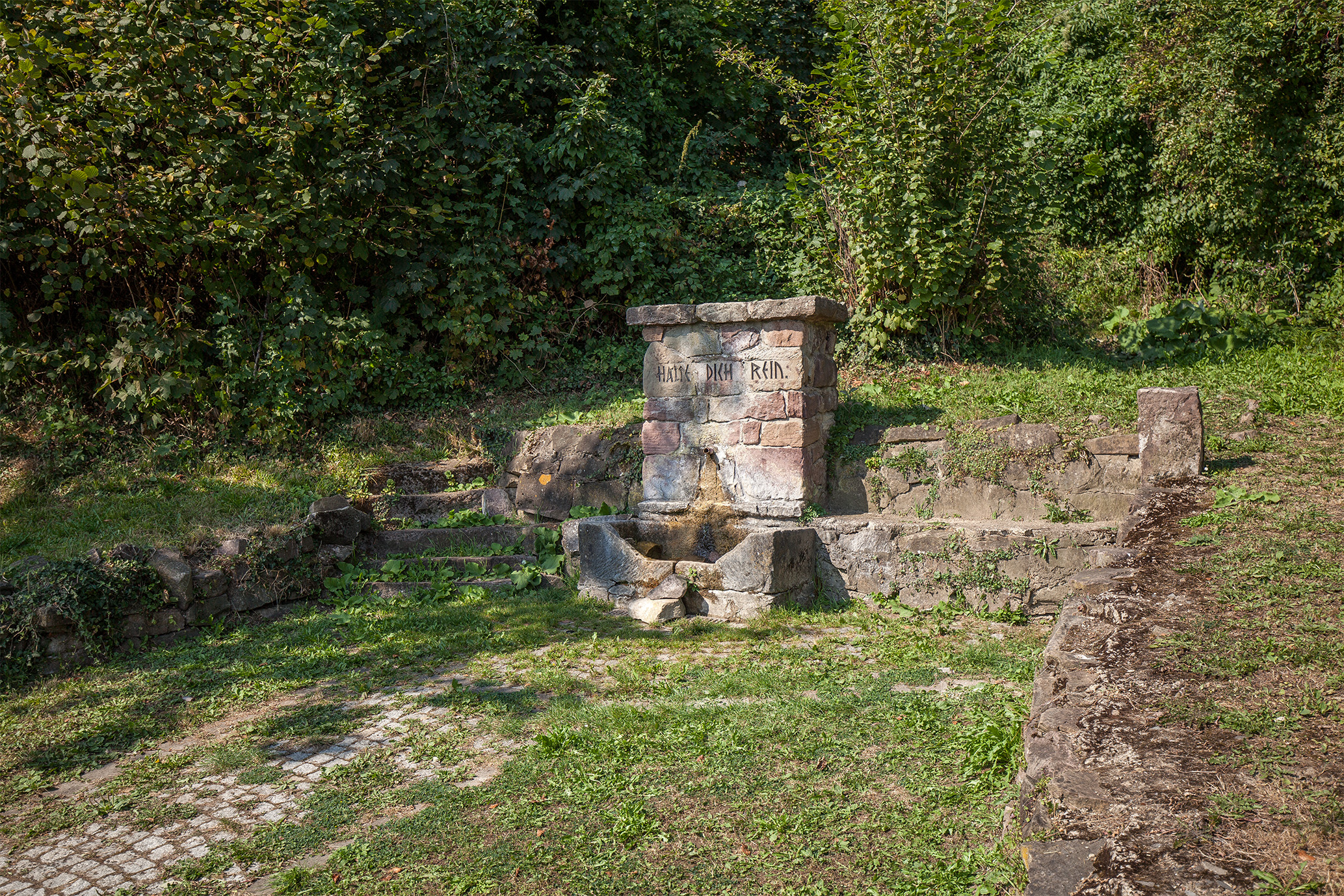
Ältester erhaltener Auto-Rastplatz in Deutschland, angelegt 1934 bei Porta Westfalica

Seitdem Menschen längere Reisen unternehmen, legen sie unterwegs Rast ein. Rastplätze entstanden meist unorganisiert, jedoch gab es bereits in der römischen Antike ein organisiertes Netz aus Rastplätzen in definierten Abständen entlang der Fernstraßen, einschließlich Herbergen und Pferdewechselstationen (mutationes, siehe Mansio). Auch Ruhsteine, Raststeine und Ruhbänke können als Überbleibsel historischer Rastplätze gelten. Auf diesen meist aus Holz oder Stein errichteten Bänken konnten Menschen ihre Rückentragen oder Kiepen abstellen und leicht wieder aufnehmen. Vielerorts konnten Vorspannpferde an- oder abgespannt werden.
Mit der Motorisierung zu Beginn des 20. Jahrhunderts entstanden neue Rastplätze, die nun für den Autoverkehr gedacht waren. Ein frühes Beispiel dafür ist der 1934 angelegte Rastplatz am Sassenborn in Porta Westfalica. Dort sollte ein Ort geschaffen werden, an dem sich Autoreisende  ausruhen, erfrischen und die Aussicht genießen können. Die Anlage steht in der Tradition der Heimatschutzbewegung und sollte die Schönheit der Landschaft und der Natur auch für Autoreisende erlebbar machen. Auch an den Reichsautobahnen des Dritten Reiches wurden Rastplätze vor allem an landschaftlich schönen Stellen angelegt; an der Elbebrücke Vockerode sollte sogar ein Rastplatz mit Aussichtsturm gebaut werden. Dahinter stand unter anderem die damalige Idee des „Autowanderns“, also das Erleben der Landschaft mit dem Automobil. Mit dem Zuwachs des Verkehrs nach dem Zweiten Weltkrieg traten dann immer mehr die praktischen Funktionen in den Vordergrund.

## Standortwahl

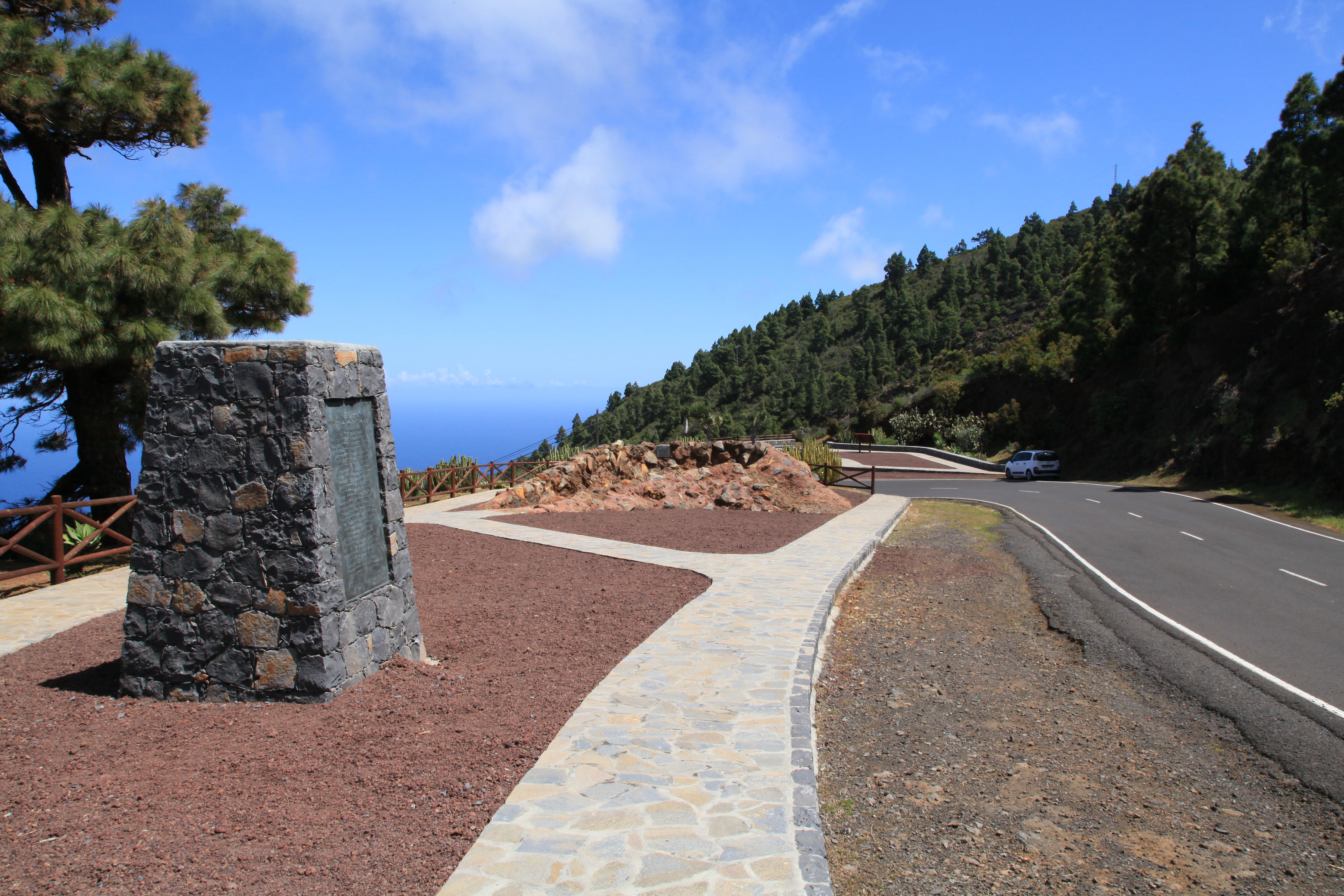
Rastplatz und Aussichtspunkt auf La Palma, Spanien

Die Standorte für Rastplätze können unter verschiedenen Gesichtspunkten ausgewählt werden. In touristischen Gebieten oder an besonderen Straßen wie Passstraßen sind Rastplätze oft so angelegt, dass Reisende dort auch die Landschaft genießen können. Die Grenze zum Aussichtspunkt mit angeschlossenen Parkplatz ist fließend. An einigen Rastplätzen wie den US-amerikanischen roadside parks beginnen auch Wanderwege, ähnlich den deutschen Wanderparkplätzen. In der Fläche werden Rastplätze vor allem angelegt, damit Reisende ihren Bedürfnissen nachkommen und sich ausruhen können. Das soll auch zu einer erhöhten Straßenverkehrssicherheit beitragen. Dazu müssen in regelmäßigen Abständen Rastanlagen an den Straßen vorhanden sein. In der Schweiz wird an Autobahnen eine Entfernung von etwa 20–25 km angestrebt, an deutschen Autobahnen sollen ca. alle 15–20 km Rastplätze oder Raststätten angelegt werden. An Bundesstraßen in Deutschland sollen mindestens an Strecken, die auf mehr als 50 km keine Ortsdurchfahrt haben, Rastplätze vorhanden sein. Ist ein Abschnitt für einen möglichen neuen Rastplatz bestimmt, müssen dort die Belange des Verkehrs, des Umweltschutzes und der Wirtschaftlichkeit abgewogen werden, um einen idealen Standort zu ermitteln. An Radwanderwegen empfiehlt der ADFC, außerhalb von Ortschaften im Abstand von 15 km Rastplätze anzulegen. Auch an Wegkreuzungen, Sehenswürdigkeiten oder Aussichtspunkten sollten Rastanlagen vorhanden sein.

## Namensgebung
Rastplätze werden in der Regel nach in der Nähe befindlichen Orten, Flüssen, Bergen oder anderen geographischen Objekten benannt. Bei Neuanlagen sollen in Deutschland allerdings keine Ortsnamen mehr verwendet werden, um Verwechselungen zu vermeiden. Die Namen werden in den Straßenbauverwaltungen vorgeschlagen, letztendlich bestimmt aber das Bundesministerium über die Namensgebung (vgl. § 1 Abs. 5 FStrG). Einige Rastplätze in Westdeutschland wurden auf einen Vorschlag des damaligen Bundesverkehrsministers Hans-Christoph Seebohm hin nach Städten in den ehemaligen Ostgebieten des Deutschen Reiches benannt. Folgende Rastplätze mit historischen Städtenamen existieren bis heute: Allenstein, Kolberg (Pommern) und Stettin (alle an der A 2 gelegen), Landsberg an der Warthe und Tilsit (beide an der A 3) sowie Königsberg (an der A 44).

## Ausstattung

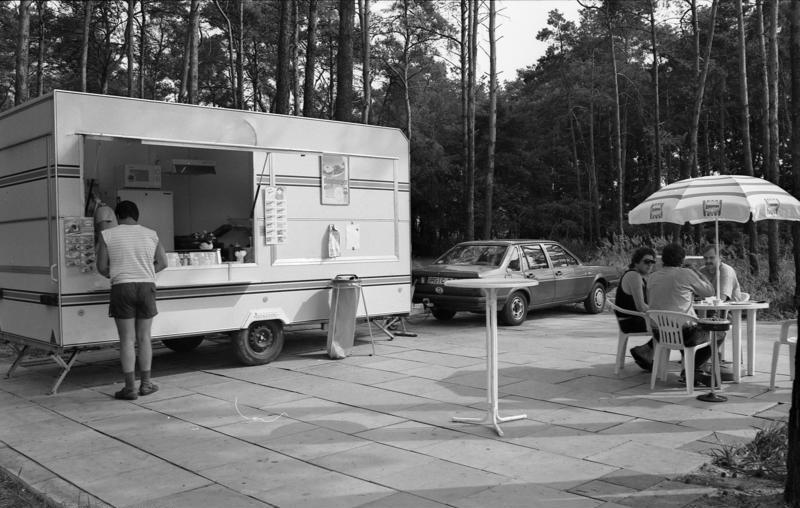
Mobiler Imbissstand an einem Autobahnrastplatz an der deutschen A 2, Sommer 1991

Rastplätze sind im Vergleich zu Autobahnraststätten einfacher ausgestattet, dort sind nur eingeschränkt kommerzielle Dienstleistungen erlaubt. Fast immer gibt es an Rastplätzen Bänke und Picknicktische sowie Mülltonnen. Ist der Rastplatz für Reisende mit eigenen Fahrzeugen gedacht, sind dort auch Parkplätze vorhanden. Zumeist sind Rastplätze mit Sanitäranlagen wie WCs oder Wasserstellen ausgestattet. Hier passt der Euroschlüssel. Für Reisende mit Kindern sind an manchen Rastplätzen Wickelräume und/oder Kinderspielplätze eingerichtet. Weitere typische Ausstattung sind Informationstafeln, Wegweiser, Unterstände, Notrufsäulen oder (früher) öffentliche Münztelefone.
In der Regel gibt es an Rastplätzen keine Möglichkeit, Speisen und Getränke zu erwerben. Auf den Rastplätzen der Nationalstrassen in der Schweiz können Imbisswagen stehen, wenn sie eine Lizenz beantragen und bestimmte Anforderungen erfüllen. Auch in Westdeutschland war das früher möglich. Auf manchen Autobahnparkplätzen in den östlichen Ländern war der Betrieb von Imbissständen noch geduldet, solange der Ausbau der Autobahnraststätten in diesen Bundesländern noch nicht abgeschlossen war. In Japan sind auf den Autobahnrastanlagen, die kein eigenes Geschäft oder Restaurant haben, häufig Automaten aufgestellt.
Bei einem Vergleich von 101 Rastplätzen in Europa kam der ADAC 2009 zu dem Schluss, dass die Rastplätze in Deutschland nicht ausreichend beleuchtet seien. Viele der Rastplätze in Österreich wurden hingegen sehr gut bewertet.

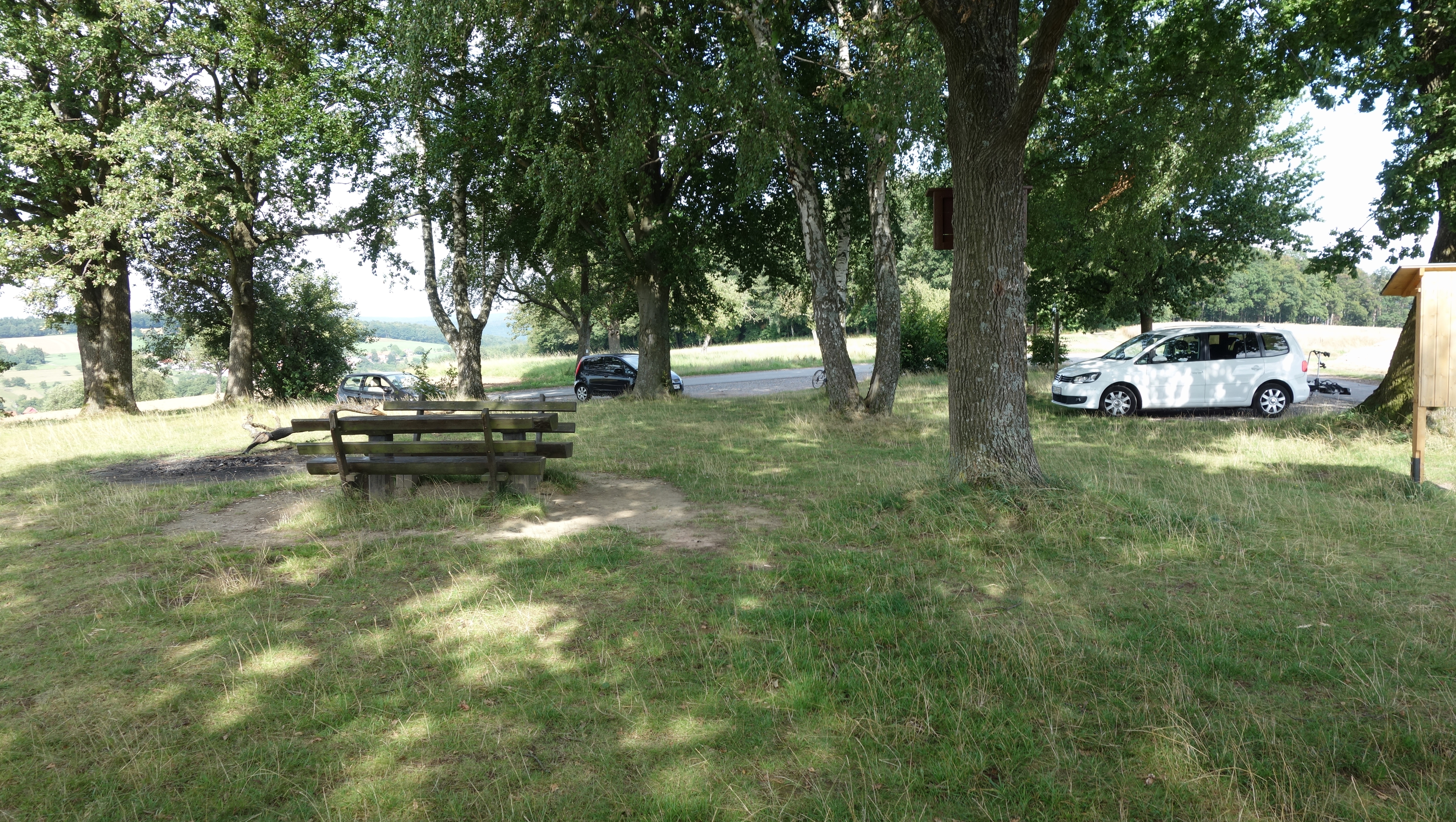
Rastplatz „Mossauer Höhe“ an einer Hohen Straße im Odenwald
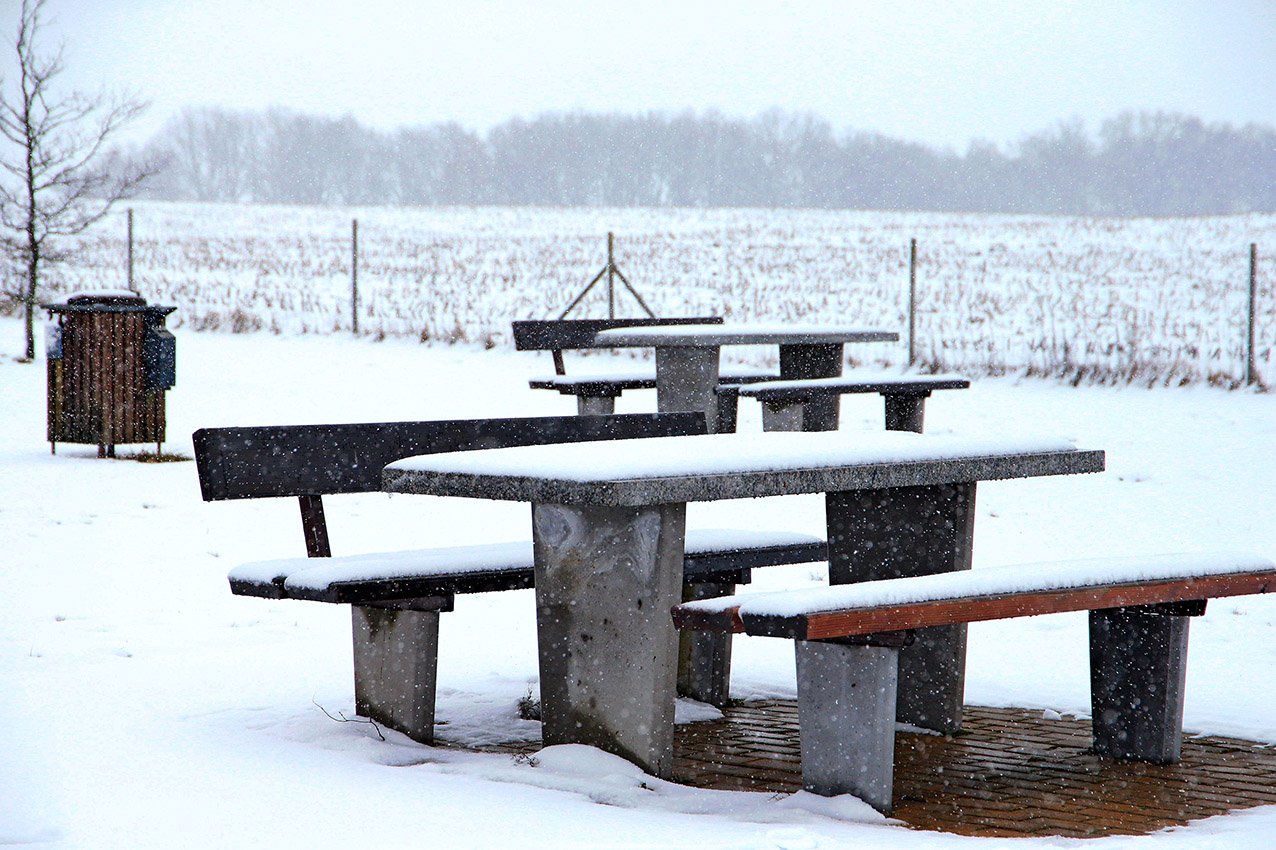
Bankgruppen am Rastplatz Eldetal an der A 19
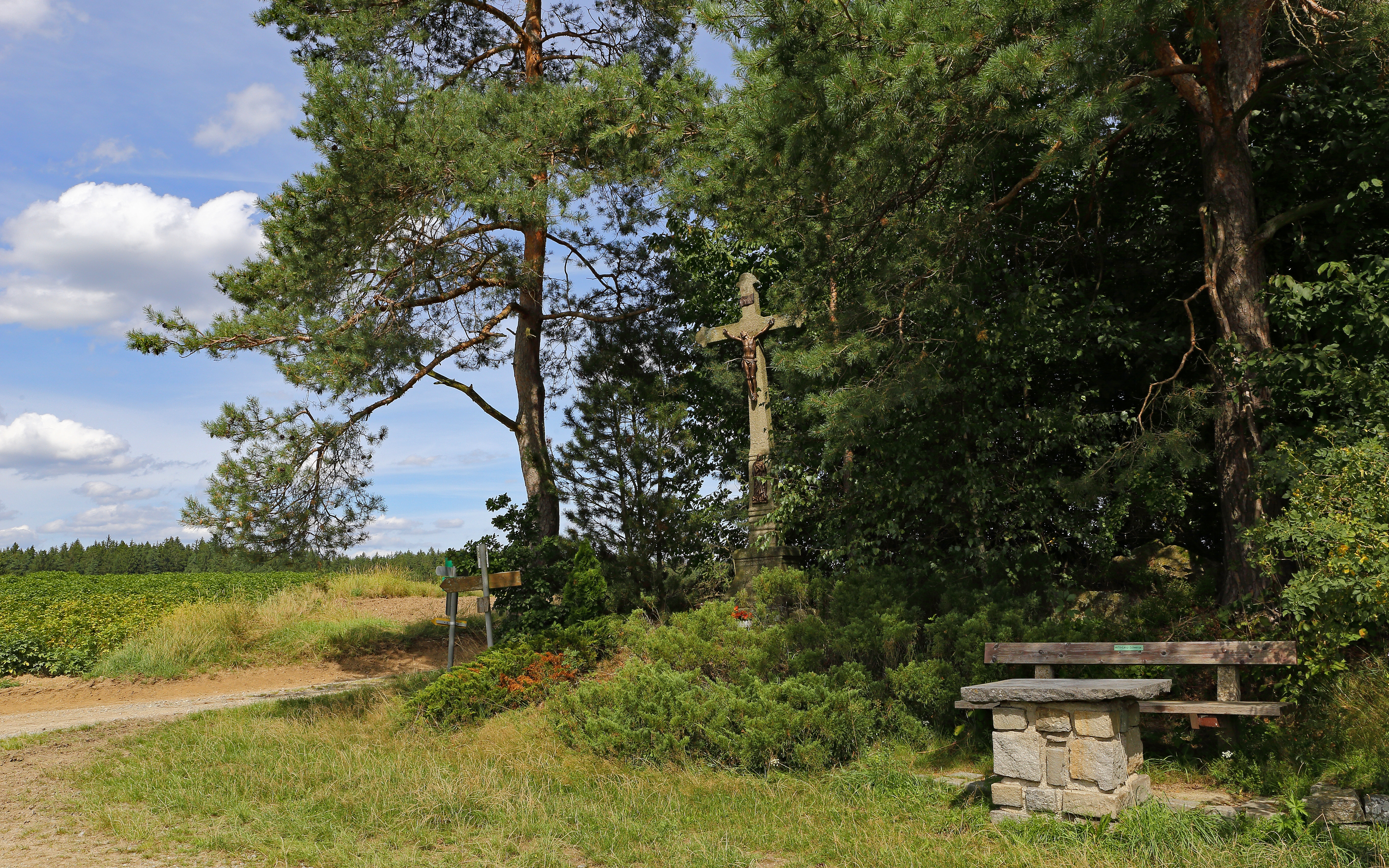
Rastplatz in Schrems, Niederösterreich
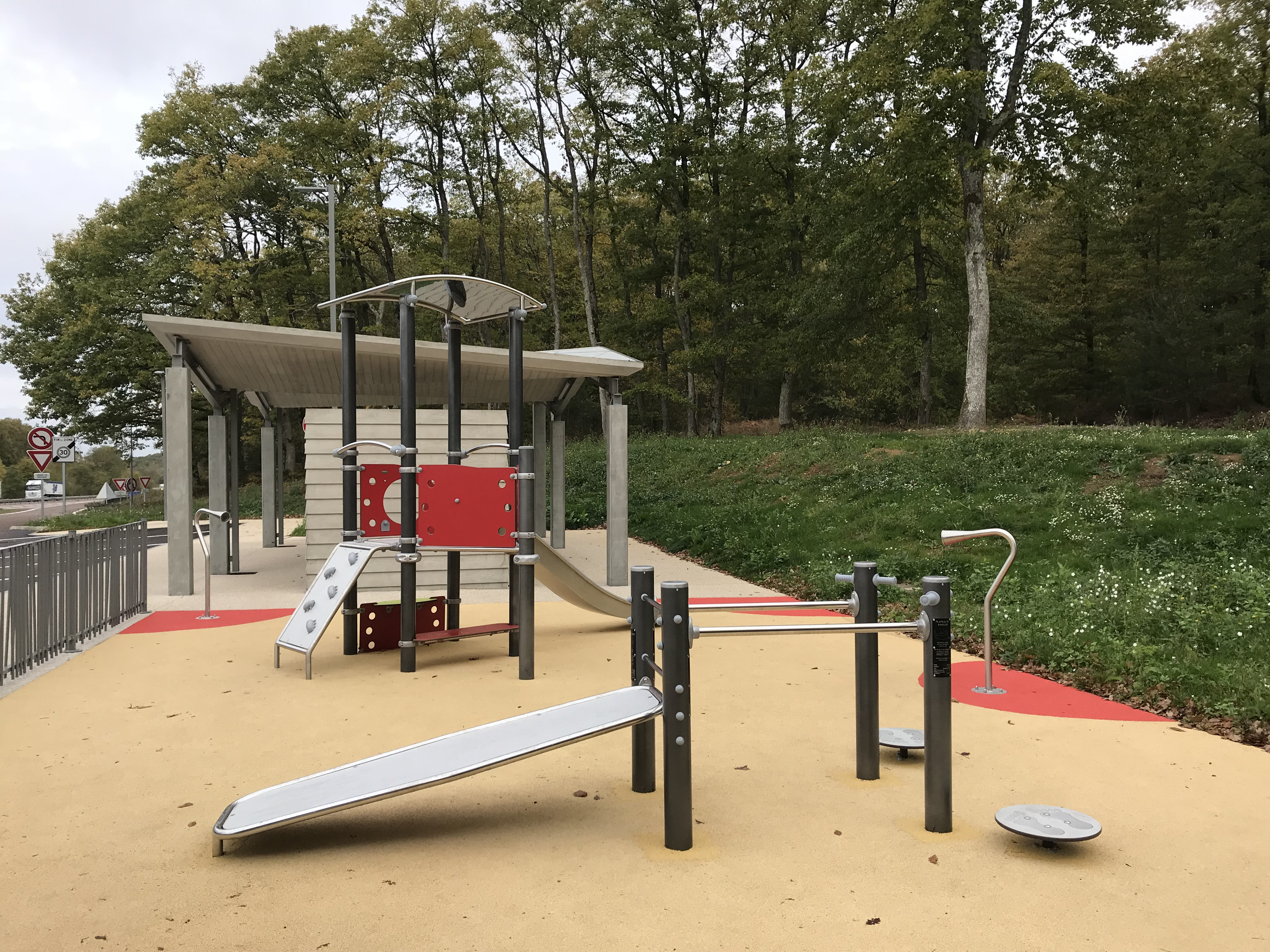
Spielplatz am Aire de repos de La Loupière an der A 6
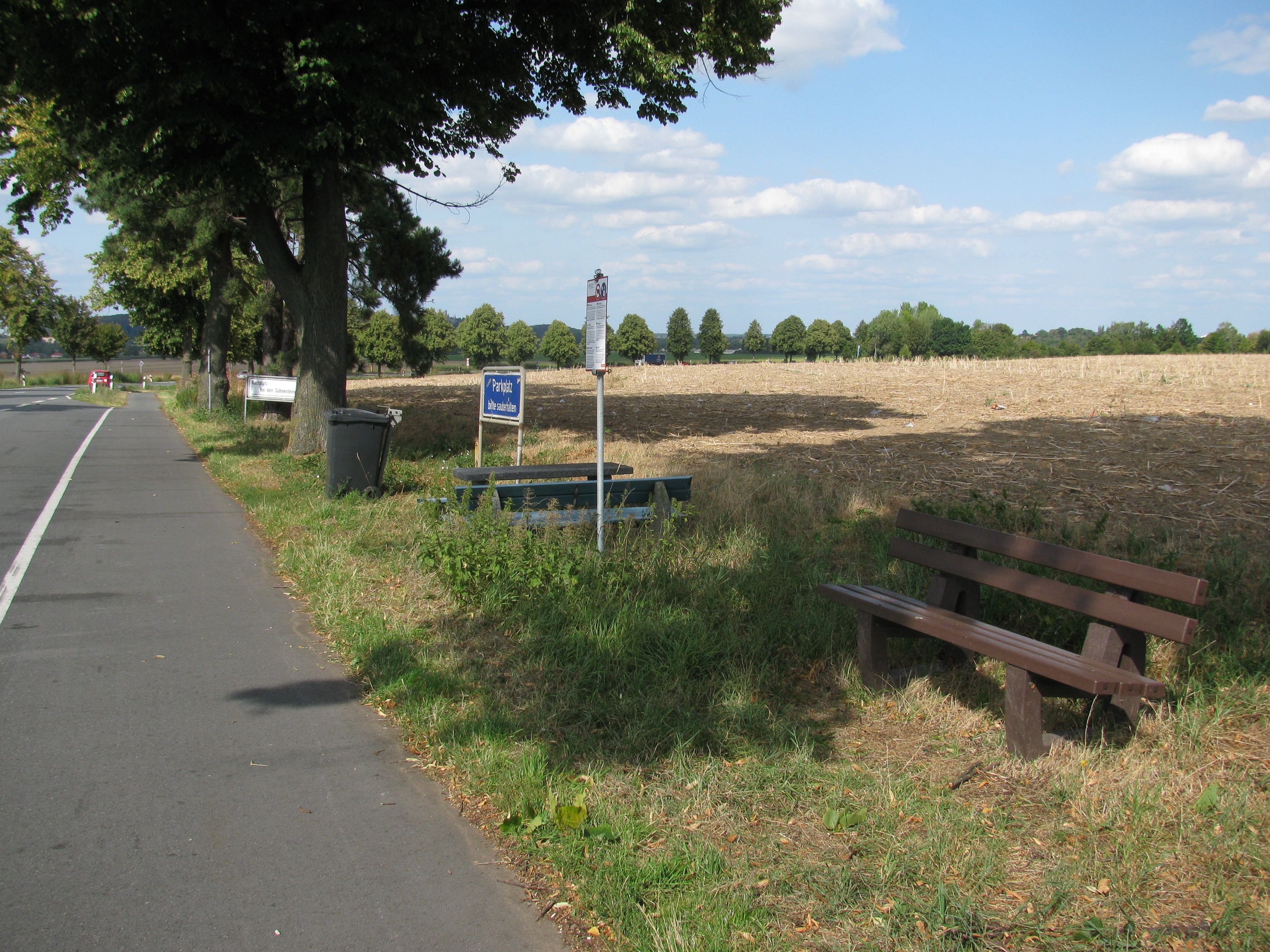
Rastplatz „Bei den Sühnesteinen“ an der Bundesstraße 1 bei Elze
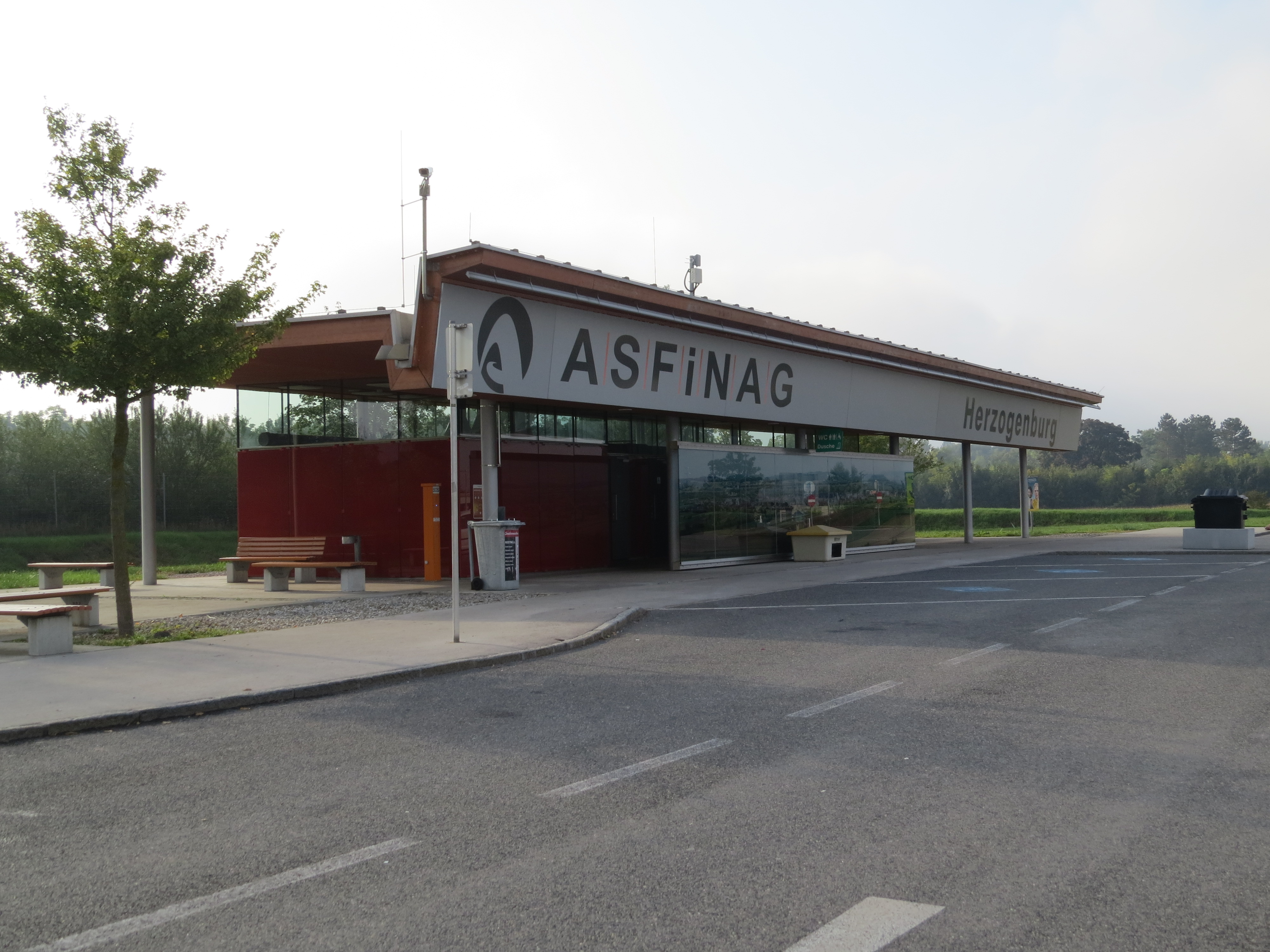
Servicegebäude auf dem Rastplatz Herzogenburg, S33
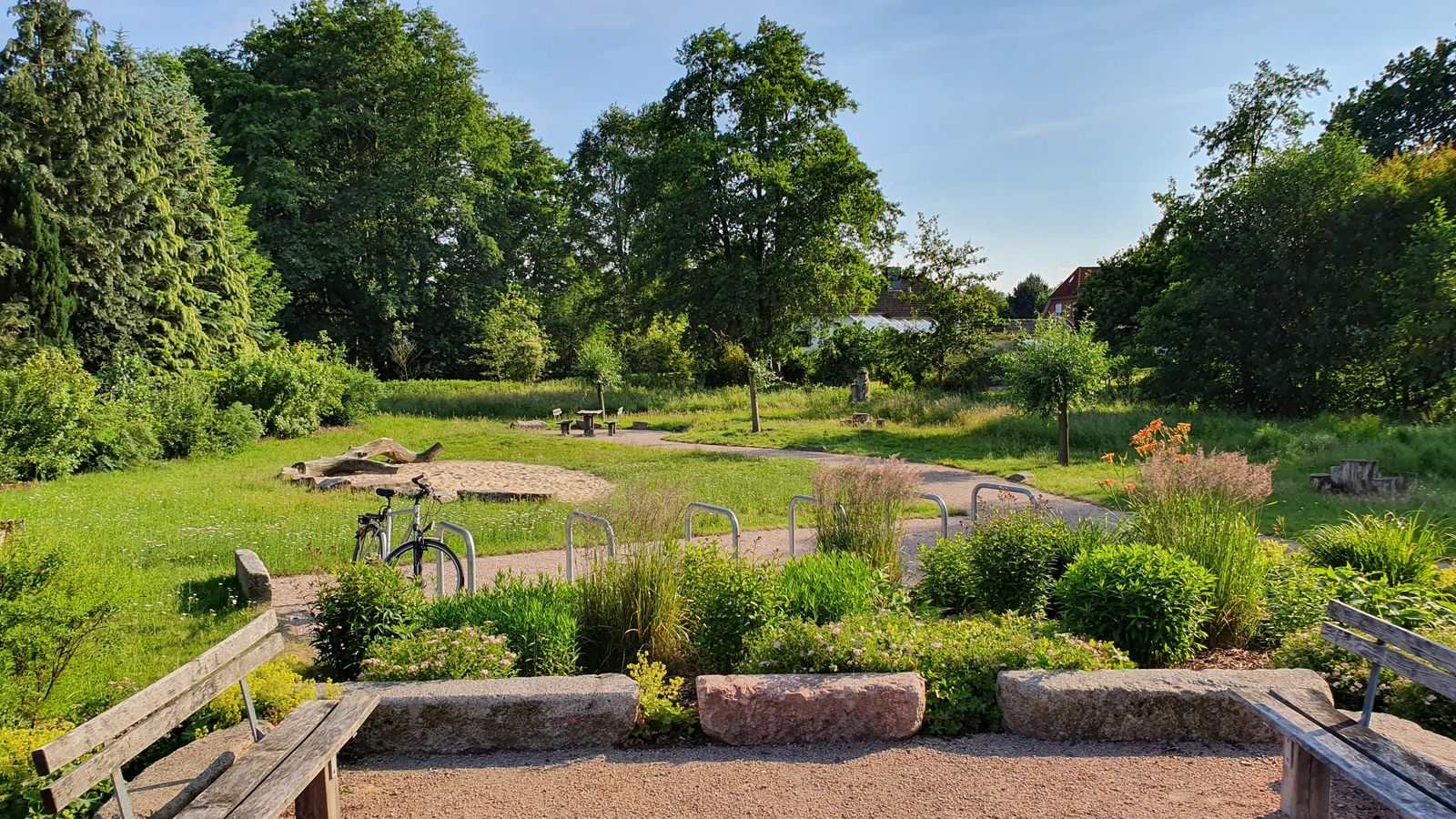
Fahrrad-Rastplatz in Otter, Niedersachsen
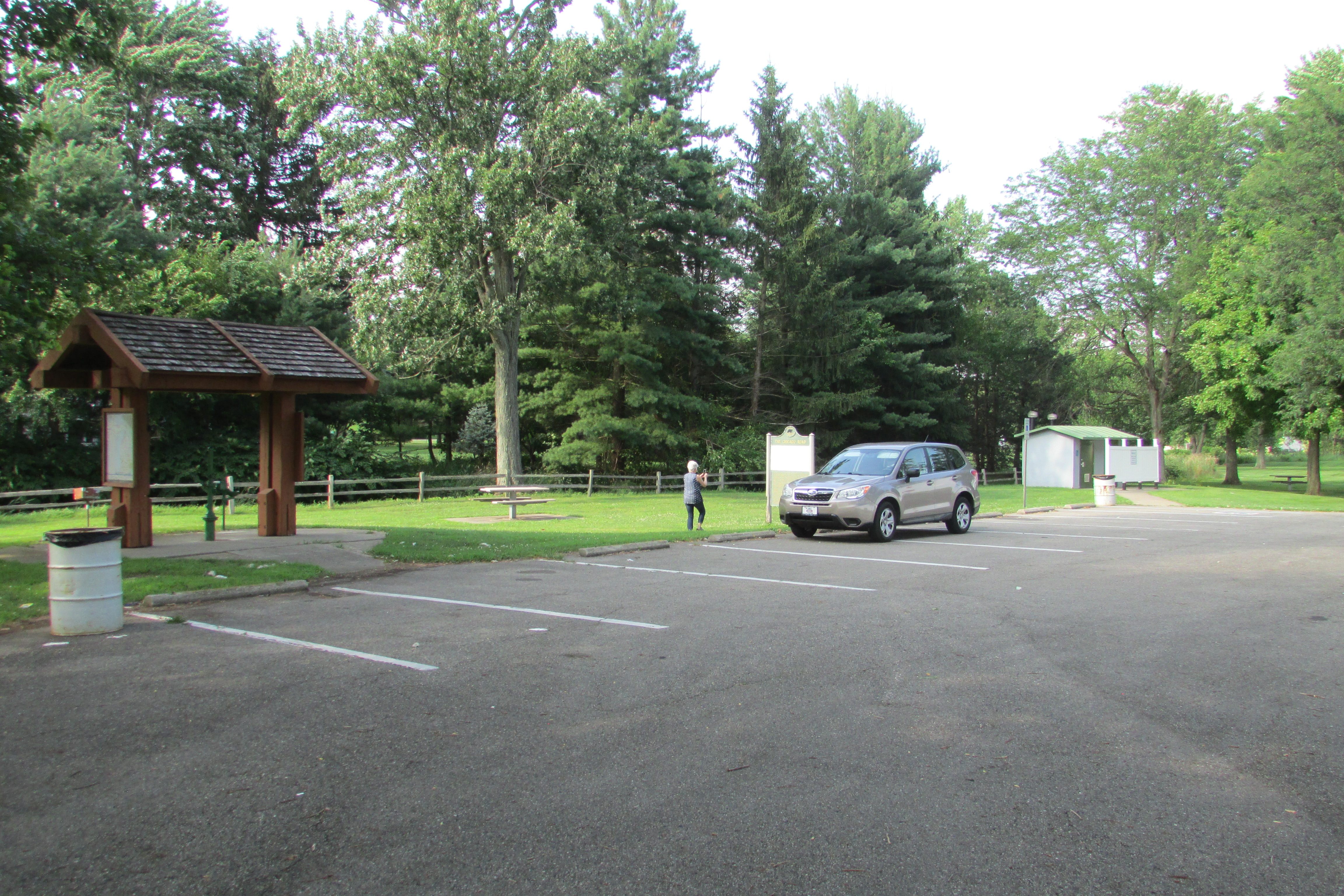
Bronson Roadside Park am U.S. Highway 12
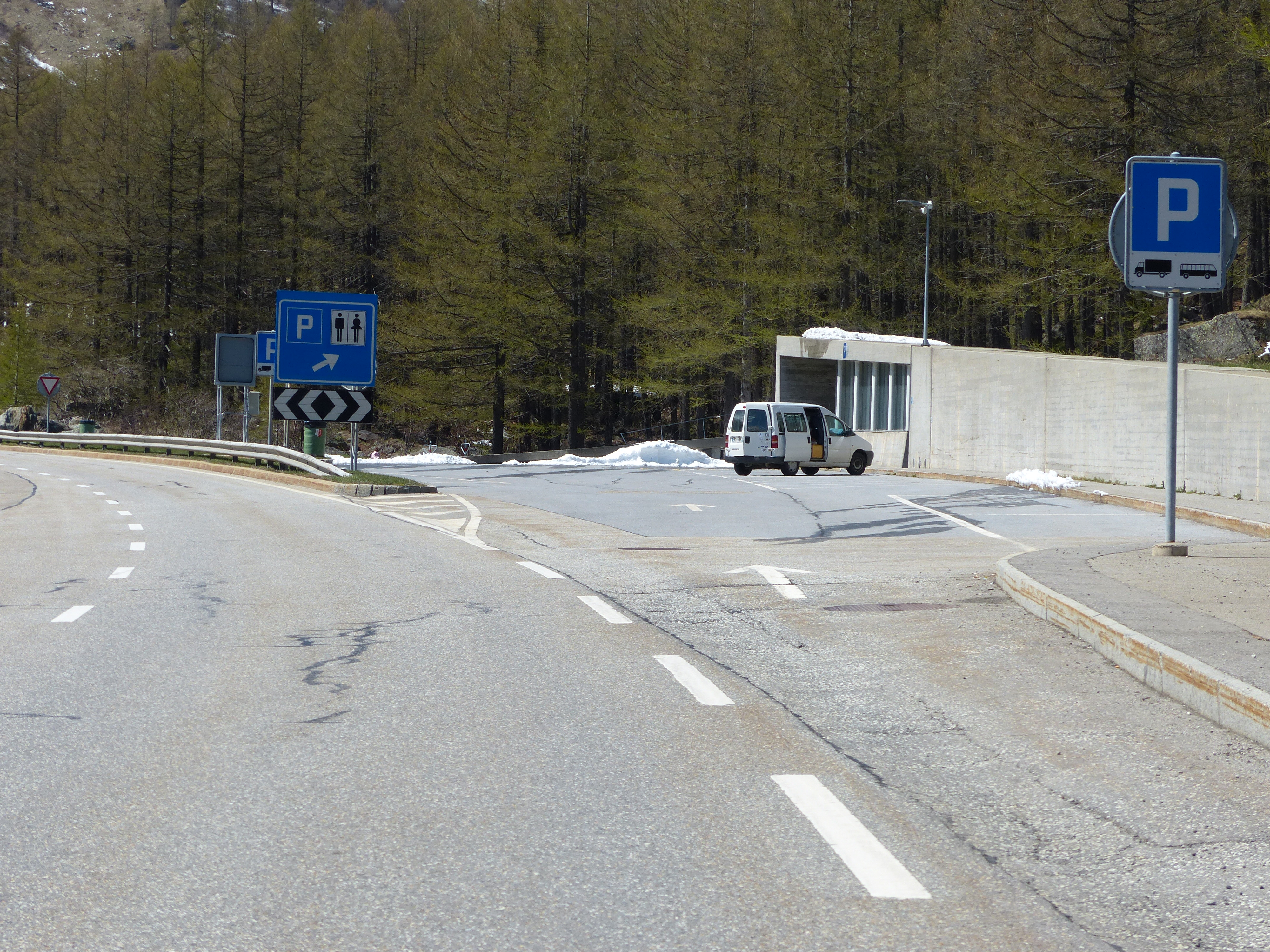
Rastplatz mit WC am Simplonpass (Hauptstrasse 9)
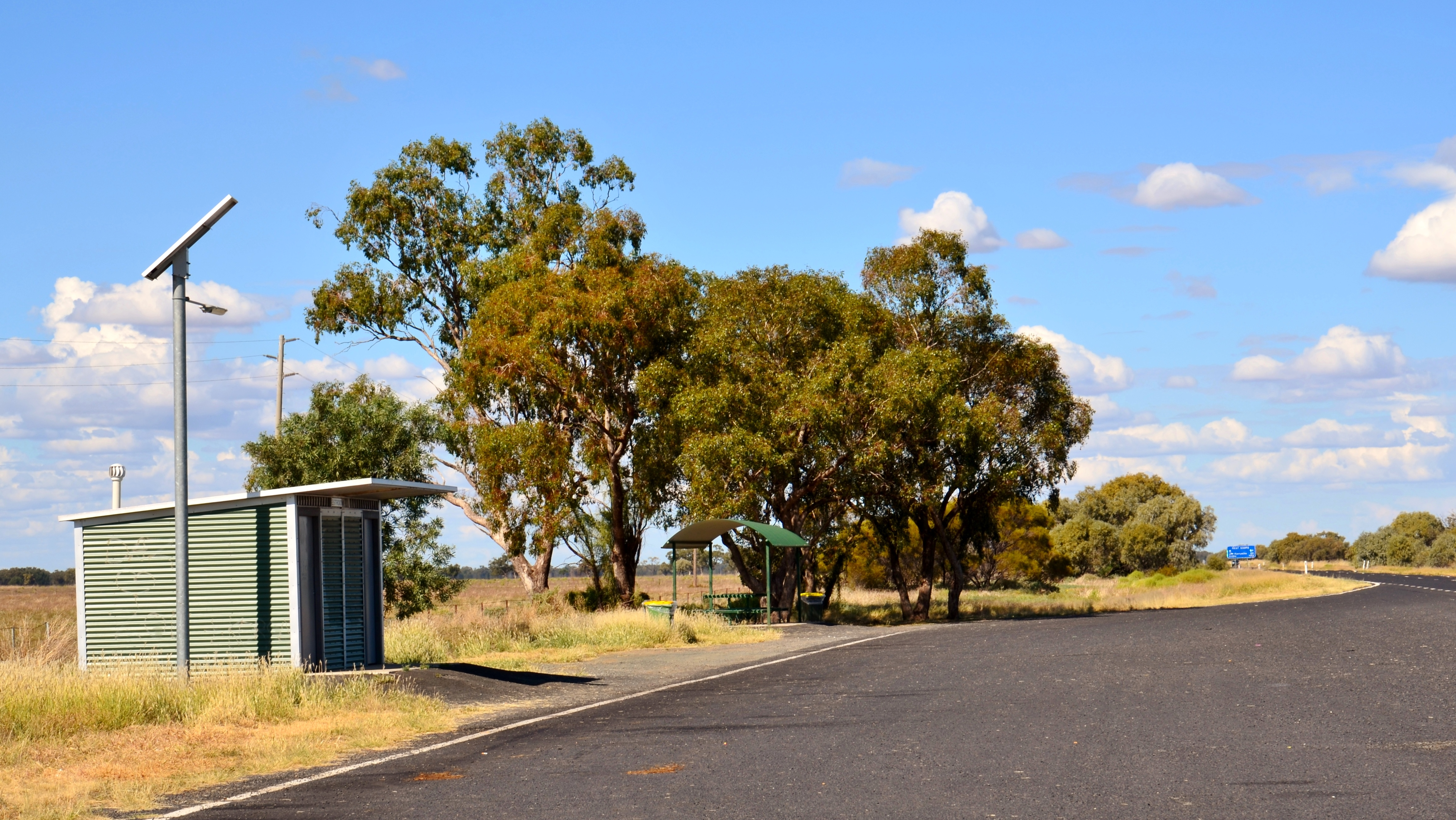
Rastplatz am Mitchell Highway in New South Wales
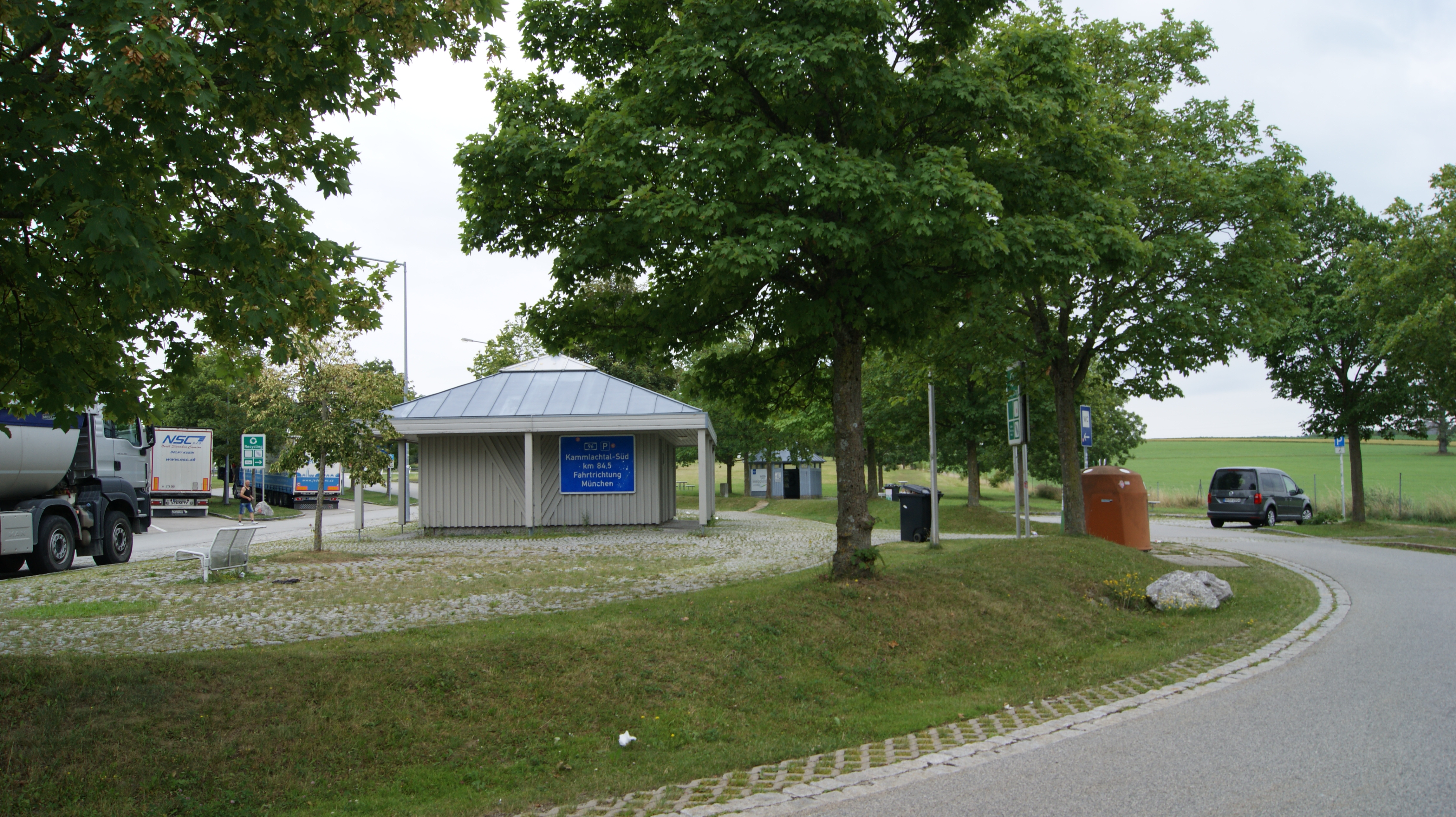
WC-Gebäude auf dem Rastplatz Kammlachtal Süd, A 96
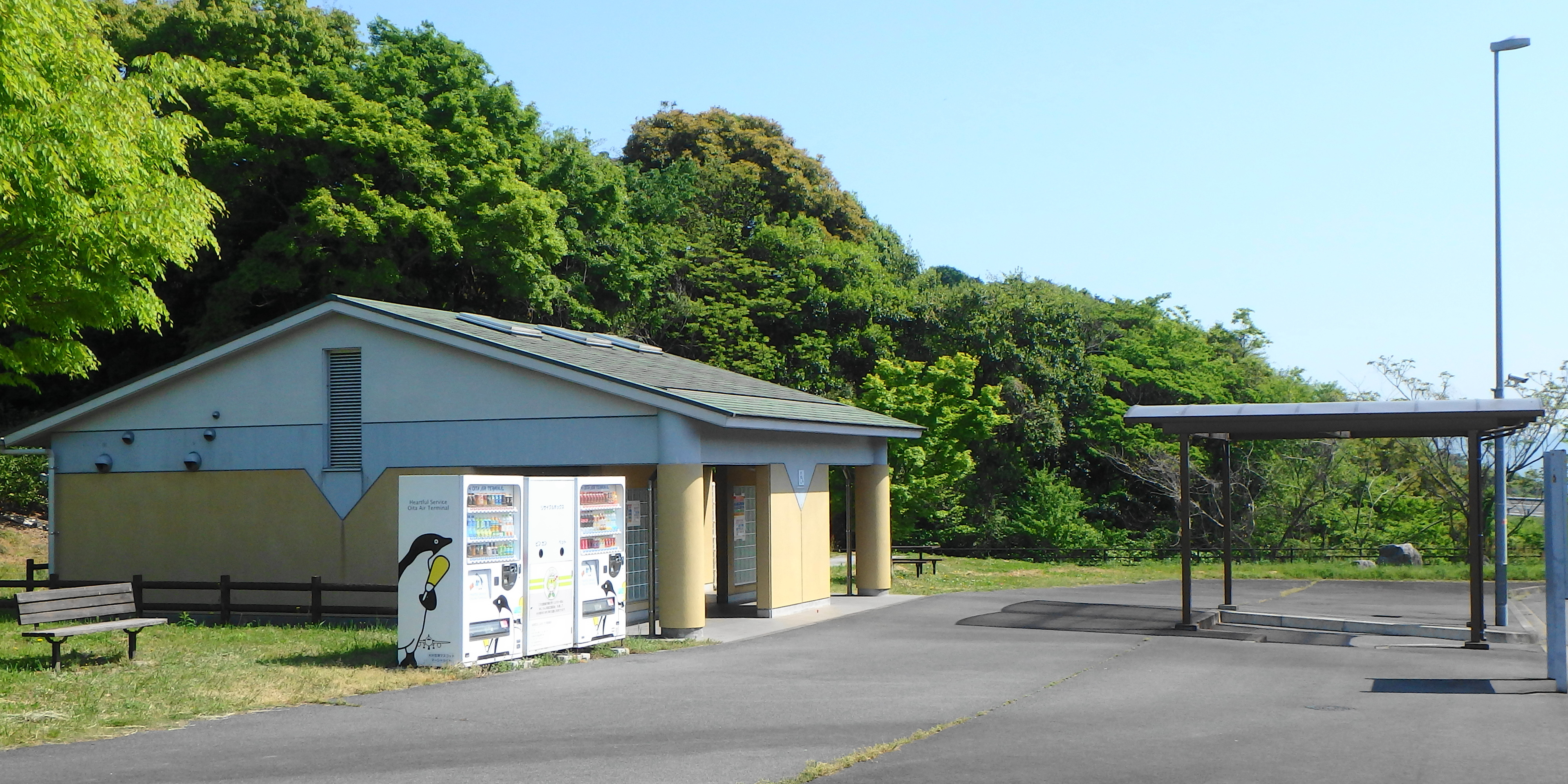
Unterstand, Sanitärgebäude und Automaten auf einem Rastplatz an der E 97 in Japan

## Beschilderung
In vielen Ländern gibt es eigene Piktogramme für Rastplätze, die meist eine Picknickbank und einen Baum darstellen. Manchmal werden die zusätzlichen Einrichtungen eines Rastplatzes, wie Toiletten oder Aussichtspunkte, mit eigenen Zeichen ausgedrückt. In Ländern, die das Picknick-Piktogramm nicht benutzen, wird in der Beschilderung auf einen Parkplatz zurückgegriffen. Die Schilder stehen an der Straße, an der der Rastplatz liegt. Oft wird durch Vorankündigungen auf Rastplätze und die Entfernung dorthin hingewiesen, das Schild wird dann an der eigentlichen Abfahrt wiederholt.

Spanisches Rastplatz-Piktogramm
Piktogramm für einen Rastplatz 2. Klasse in den Ländern der Entwicklungsgemeinschaft des südlichen Afrika
Rastplatzschild in Argentinien
Rastplatzschild in der Republik Moldau
Hinweis auf einen Rastplatz in 15 km Entfernung, Schild von den Philippinen
Britisches Schild, das auf einen Rastplatz mit Parkplätzen, WC, Infopunkt, Picknicktisch, Telefon und Aussichtspunkt hinweist
Ungarisches Schild weist auf einen Rastplatz mit WC und Wasserstelle in 500 m hin
Beschilderung für einen Rastplatz mit WC an einer deutschen Autobahn
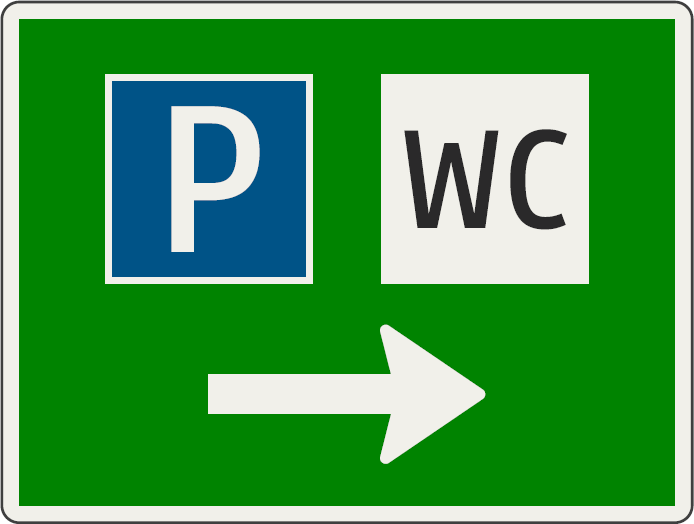
Beschilderung eines slowakischen Rastplatzes mit WC, Variante ohne Namen

## Bedeutung für den Lkw-Verkehr

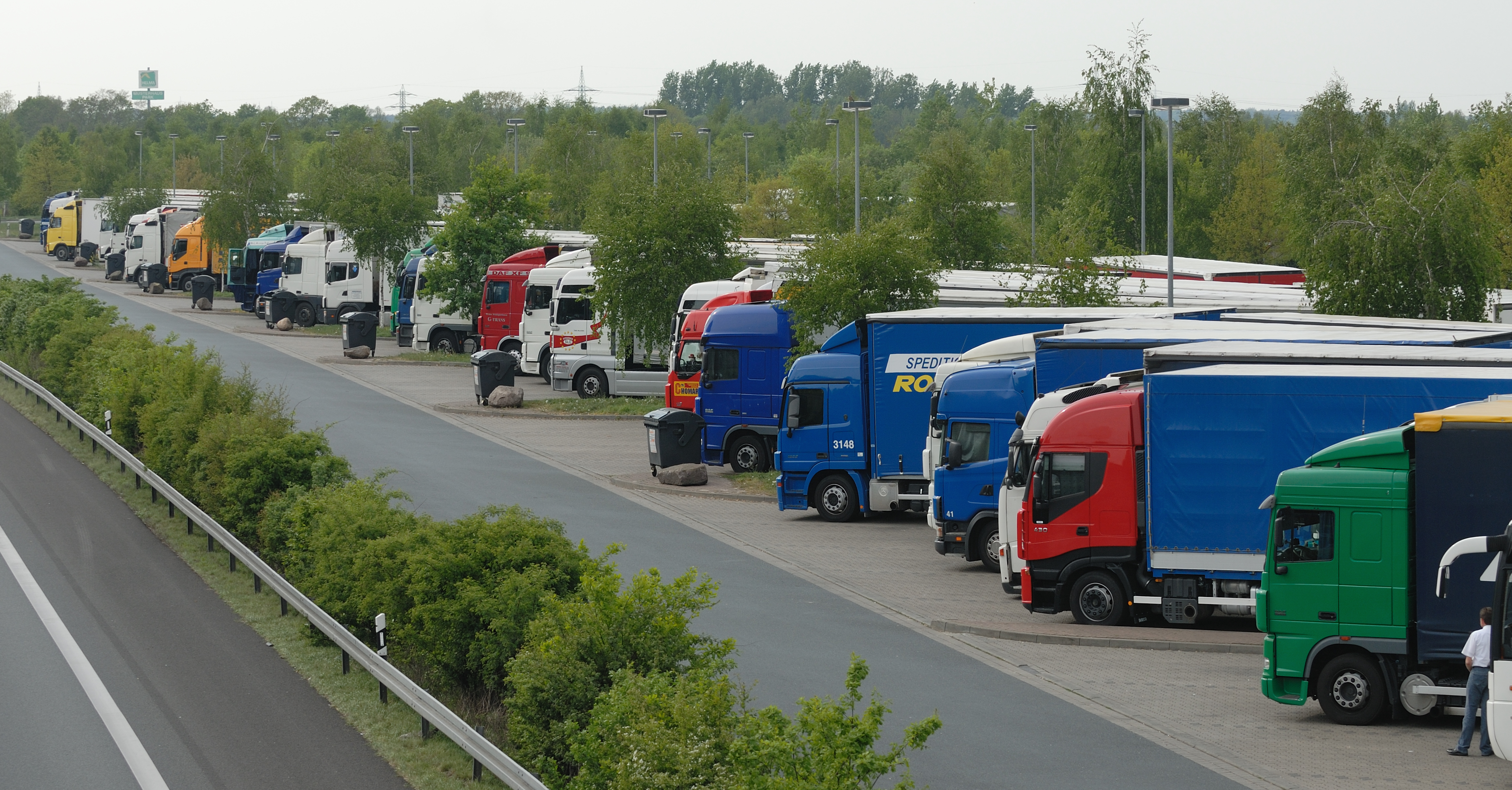
Lkw-Parkplatz A 2 Autobahnraststätte Lehrter See

Entlang der BAB gibt es laut Verkehrsministerium rund 51.000 Lkw-Parkmöglichkeiten auf den Rastanlagen. Der Bundesverband Güterkraftverkehr Logistik und Entsorgung hält das für nicht ausreichend und schätzt, dass bundesweit zwischen 35.000 und 40.000 Lkw-Stellplätze bei 12.600 Autobahnkilometer in Deutschland fehlen (Stand: 08/2019). Insbesondere die Wiedervereinigung und die europäische Integration sowie die Osterweiterung der Europäischen Union haben zu einem erheblichen Wachstum des Straßengüterverkehrs auf den Autobahnen geführt.
Ungesicherte Rastplätze sind die häufigsten Tatorte für Frachtdiebstähle. Daher gab es seit dem Jahr 2010 zwei offizielle Sicherheitsparkplätze auf den Autohöfen Uhrsleben sowie Wörnitz, in anderen europäischen Ländern gibt es ähnliche Konzepte.
Ein ausreichendes Parkplatzangebot ist sowohl im Sinne der Fahrer als auch im Sinne der Verkehrssicherheit unbedingt notwendig. Die Fahrer sind auf ein ausreichendes Parkplatzangebot angewiesen, um die vorgeschriebenen Lenk- und Ruhezeiten einhalten zu können. Ein Problem der Fernfahrer ist, dass sie teilweise mit dem Fahrerhaus direkt zur Autobahn stehen müssen. Sie benötigen nicht nur einen Abstellplatz für ihren LKW, sondern auch ein ausreichendes Angebot an sanitären Anlagen und preiswerten Speisen und Getränken. Es kommt immer wieder zu Unglücken und brenzligen Situationen, weil LKW auf Ein- und Abfahrten von Autobahnparkplätzen stehen oder auf der Pannenspur bzw. Standstreifen ihre vorgeschriebene Unterbrechung der Fahrzeit mit einer kurzen Ruhepause machen.
Die Bundesrepublik Deutschland wollte deshalb bis 2015 zusätzlich 250 Millionen Euro in den Neu- und Ausbau von Rastanlagen investieren. Zur Erweiterung der Kapazität sollte auch die Einführung telematischer Steuerungssysteme geprüft werden. Auch die privaten Betreiber der Autohöfe wollen in den letzten Jahren die Anzahl ihrer LKW-Parkplätze erheblich erweitert haben.

## Betrieb und Wartung

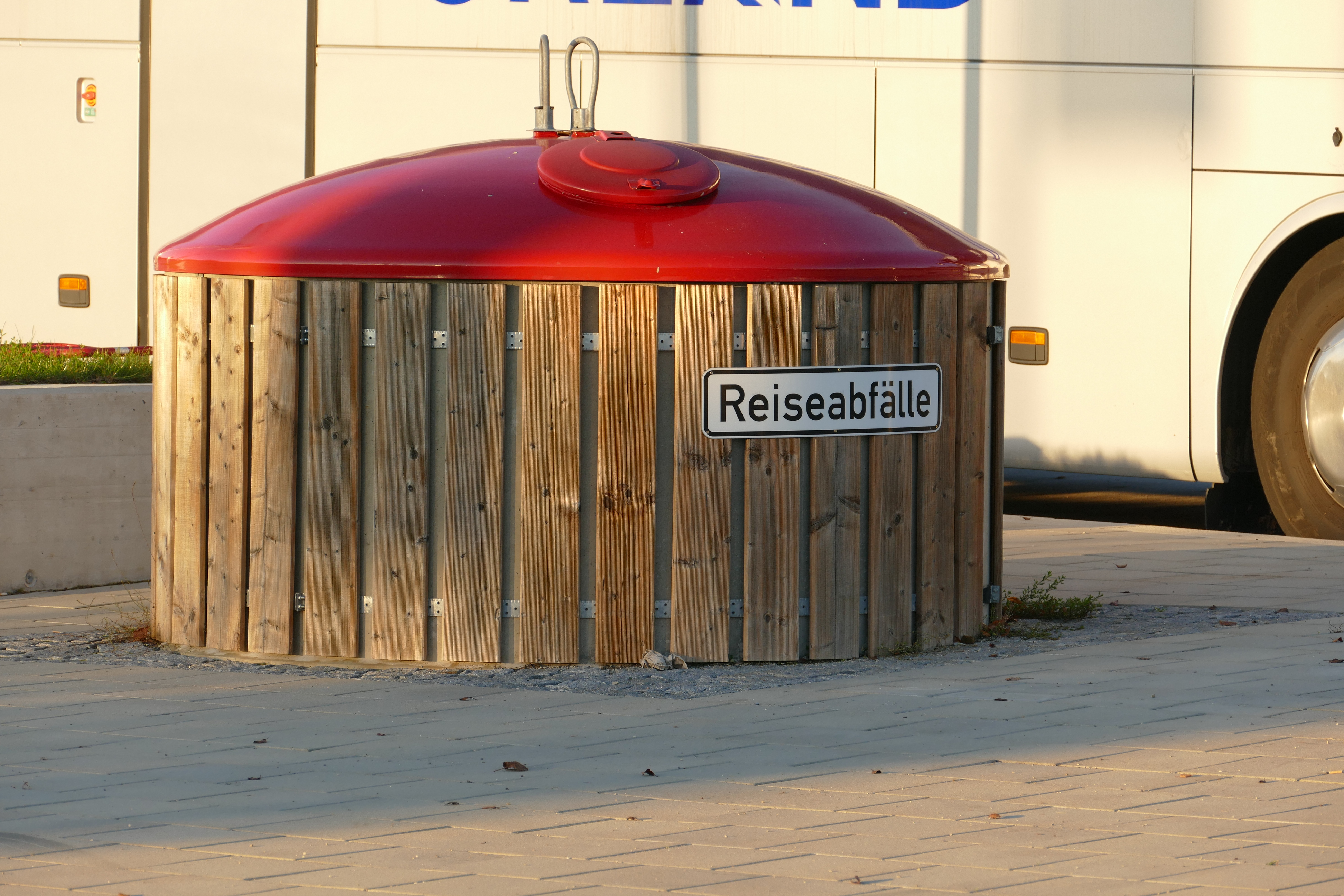
Mülleimer an einem Rastplatz an der Bundesautobahn 8

Rastplätze gehören in der Regel zu der Straße, an der sie liegen. So sind in Deutschland die Straßenbauverwaltungen auch für den Unterhalt der Rastplätze zuständig. Die Straßenwärterinnen und Straßenwärter leeren die Mülltonnen, reinigen täglich die Toiletten, pflegen die Freiflächen und kümmern sich um Vandalismusschäden. Im Nordrhein-Westfalen werden so pro Jahr über zehn Millionen Euro für den Betrieb der Autobahnrastplätze aufgebracht. Bei einem 2018 durchgeführten Test von 50 Rastplätzen in Deutschland stellte der ADAC fest, dass die Reinigung der Sanitäranlagen in etwa der Hälfte der Fälle ungenügend sei. Auch die Außenanlagen wurden oft als ungepflegt und verdreckt empfunden.

## In der Alltagskultur
Rastplätze sind aufgrund ihrer Lage gleichzeitig schwer zugänglich und doch mit dem Auto leicht erreichbar. Daher sind  Autobahnparkplätze ein beliebter Ort für heimlichen oder öffentlichen Geschlechtsverkehr. Manchmal findet auch Cruising statt, die Treffpunkte werden oft im Internet bekannt gemacht.